# 1679 Nevanlinna
Az 1679 Nevanlinna (ideiglenes jelöléssel 1941 FR) a Naprendszer kisbolygóövében található aszteroida. Liisi Oterma fedezte fel 1941. március 18-án, Turkuban.